# David Atrakchi
 (juin 2023).
Il peut être nécessaire de l'améliorer pour respecter le principe de neutralité de point de vue. Veuillez consulter la page de discussion pour plus de détails.

David Atrakchi est un acteur américain né le 10 décembre 1977. Il est connu pour le rôle de Malcolm Manville dans Le Transporteur 3. En 2011, il a aussi interprété Lanyon dans le thriller Faces.

## Biographie
Né en ancienne Yougoslavie, David Atrakchi passe son enfance à Opatija dans l'actuelle Croatie, puis à Bagdad en Irak. Partageant son temps entre Paris et New York, il fait des études de théâtre, d’art dramatique et de cinéma à la New York University, auprès du renommé coach Jack Waltzer membre de l’Actors Studio. En 2005, il devient l’un des cofondateurs de la société de production et association d’artistes Full Dawa Films. Il réalise et produit plusieurs courts-métrages, ainsi qu’un documentaire pour l’UNESCO intitulé A World for Inclusion, où figure Philip Seymour Hoffman.

### Carrière
Le premier rôle principal de David Atrakchi est dans le film indépendant Broken Idyll de Victoria Raiser.
En 2008, il interprète Malcolm Manville aux côtés de Jason Statham et François Berléand dans Le Transporteur 3 d’Olivier Megaton, produit et écrit par Luc Besson. Plus tard, il apparaît dans une série de 5 courts-métrages pour Tag Heuer : Meridiist du réalisateur Pierre Morel (Taken).
En 2010, il tourne pour Josée Dayan dans l’adaptation du roman de Fred Vargas Un Lieu Incertain, aux côtés de Jean-Hugues Anglade, Charlotte Rampling et Pascal Greggory. La même année, il part au Canada jouer dans Visages Inconnus (Faces in the Crowd). Réalisé par Julien Magnat, le film réunit Milla Jovovich, Julian McMahon, Sarah Wayne Callies, Michael Shanks et Marianne Faithfull.
Au printemps 2011, il rejoint le casting d'Imagine au Portugal, dans le film d’Andrzej Jakimowski, aux côtés d’Alexandra Maria Lara et Edward Hogg, et de deux épisodes de télévision pour Canal+, à Prague, où il interprète le rôle d’"Yves d'Allègre" dans Borgia écrit par Tom Fontana, avec John Doman. En novembre 2011, David joue également le rôle de Xerxès Ier dans Au nom d'Athènes. La même année, jusqu’au mois de mai 2012, à Toronto il rejoint le casting de la série Le Transporteur, produit par HBO, réalisé par Bruce McDonald, avec Chris Vance et Delphine Chanéac.